# Pachypoessa
Pachypoessa Simon, 1902 è un genere di ragni appartenente alla Famiglia Salticidae.

## Distribuzione
Le due specie oggi note di questo genere sono state rinvenute in varie zone dell'Africa e nel Madagascar.

## Tassonomia
A dicembre 2010, si compone di due specie:
- Pachypoessa lacertosa Simon, 1902[2] — Africa meridionale, Madagascar
- Pachypoessa plebeja (L. Koch, 1875) — Africa